# ئی-کید
ئی-گرلز و ئی-بویز یا دختران الکترونیکی و پسران الکترونیکی، که گاهی وقت‌ها به‌طور گروهی به عنوان بچه‌های الکترونیکی شناخته می‌شوند، یک خرده فرهنگ جوانان نسل زد هستند که در اواخر دهه ۲۰۱۰ پدیدار شدند و به‌ویژه توسط اپلیکیشن اشتراک‌گذاری ویدئو تیک‌تاک آوازه یافتند.
واژه‌های «ئی-گرلز» و «ئی-بویز» به دلیل ارتباط این نسل با اینترنت از «پسر الکترونیک» و «دختر الکترونیک» گرفته شده‌اند.

## مد و پوشاک
مد و پوشاک این گروه به‌طور گسترده‌ای از اینترنت اثر گرفته‌است.